# Alići (Czarnogóra)
Alići (cyr. Алићи) – wieś w Czarnogórze, w gminie Pljevlja. W 2011 roku liczyła 108 mieszkańców.